# Coupe des clubs champions européens 1975-1976
Navigation
Édition précédente Édition suivante
La Coupe des clubs champions européens 1975-1976 a vu la victoire du Bayern Munich qui s'imposa 1-0 face à l'AS Saint-Étienne en finale, disputée le 12 mai 1976 au stade Hampden Park de Glasgow (Écosse).
C'est lors de ce match que le club français toucha à deux reprises les fameux poteaux carrés d'Hampden Park. Le parcours des « Verts » lors de cette compétition suscita une grande ferveur populaire en France et, malgré sa défaite en finale, l'équipe de l'AS Saint-Étienne défilera le lendemain sur les Champs-Elysées et sera reçue par le président de la République Valéry Giscard d'Estaing,.
Grâce à sa victoire, le Bayern Munich réalise quant à lui un triplé en remportant le plus prestigieux trophée européen trois années de suite.
Cette édition 1975-1976 est également marquée une évolution dans le règlement de la compétition. Il a en effet été décidé que la finale ne serait plus rejouée en cas d'égalité à l'issue de la prolongation (cas qui s'était produit lors de l'édition 1973-1974) mais que les finalistes seraient départagés par une séance de tirs au but.

## Seizièmes de finale
| Équipe 1                 | Résultat | Équipe 2         | Aller | Retour               |
| ------------------------ | -------- | ---------------- | ----- | -------------------- |
| Benfica Lisbonne         | 7 - 1    | Fenerbahçe       | 7 - 0 | 0 - 1                |
| Borussia Mönchengladbach | 7 - 2    | SSW Innsbruck    | 1 - 1 | 6 - 1                |
| KB Copenhague            | 1 - 5    | AS Saint-Étienne | 0 - 2 | 1 - 3                |
| CSKA Sofia               | 2 - 3    | Juventus         | 2 - 1 | 0 - 2                |
| Floriana FC              | 0 - 8    | Hajduk Split     | 0 - 5 | 0 - 3                |
| AS La Jeunesse d'Esch    | 1 - 8    | Bayern Munich    | 0 - 5 | 1 - 3                |
| Linfield FC              | 1 - 10   | PSV Eindhoven    | 1 - 2 | 0 - 8                |
| Malmö FF                 | 3 - 3    | 1. FC Magdebourg | 2 - 1 | 1 - 2 ap (2 - 1 tab) |
| Olympiakos               | 2 - 3    | Dynamo Kiev      | 2 - 2 | 0 - 1                |
| Rangers FC               | 5 - 2    | Bohemian FC      | 4 - 1 | 1 - 1                |
| Real Madrid CF           | 4 - 2    | Dinamo Bucarest  | 4 - 1 | 0 - 1                |
| Ruch Chorzów             | 7 - 2    | KuPS Kuopio      | 5 - 0 | 2 - 2                |
| Slovan Bratislava        | 1 - 3    | Derby County FC  | 1 - 0 | 0 - 3                |
| Újpest FC                | 5 - 5E   | FC Zurich        | 4 - 0 | 1 - 5                |
| RWD Molenbeek            | 4 - 2    | Viking FK        | 3 - 2 | 1 - 0                |
| Omonia Nicosie           | 2 - 5    | ÍA Akranes       | 2 - 1 | 0 - 4                |

## Huitièmes de finale
| Équipe 1                 | Résultat | Équipe 2       | Aller | Retour  |
| ------------------------ | -------- | -------------- | ----- | ------- |
| Benfica Lisbonne         | 6 - 5    | Újpest FC      | 5 - 2 | 1 - 3   |
| Borussia Mönchengladbach | 4 - 2    | Juventus       | 2 - 0 | 2 - 2   |
| Derby County FC          | 5 - 6    | Real Madrid CF | 4 - 1 | 1 - 5ap |
| Dynamo Kiev              | 5 - 0    | ÍA Akranes     | 3 - 0 | 2 - 0   |
| Hajduk Split             | 7 - 2    | RWD Molenbeek  | 4 - 0 | 3 - 2   |
| Malmö FF                 | 1 - 2    | Bayern Munich  | 1 - 0 | 0 - 2   |
| Ruch Chorzów             | 1 - 7    | PSV Eindhoven  | 1 - 3 | 0 - 4   |
| AS Saint-Étienne         | 4 - 1    | Rangers FC     | 2 - 0 | 2 - 1   |

## Quarts de finale
| Équipe 1                 | Résultat | Équipe 2          | Aller | Retour  |
| ------------------------ | -------- | ----------------- | ----- | ------- |
| Benfica Lisbonne         | 1 - 5    | Bayern Munich     | 0 - 0 | 1 - 5   |
| Borussia Mönchengladbach | 3 - 3E   | Real Madrid CF    | 2 - 2 | 1 - 1   |
| Dynamo Kiev              | 2 - 3    | AS Saint-Étienne, | 2 - 0 | 0 - 3ap |
| Hajduk Split             | 2 - 3    | PSV Eindhoven     | 2 - 0 | 0 - 3ap |

## Demi-finales
| Équipe 1         | Résultat | Équipe 2      | Aller | Retour |
| ---------------- | -------- | ------------- | ----- | ------ |
| Real Madrid CF   | 1 - 3    | Bayern Munich | 1 - 1 | 0 - 2  |
| AS Saint-Étienne | 1 - 0    | PSV Eindhoven | 1 - 0 | 0 - 0  |

## Finale
| 12 mai 1976 | Bayern Munich | 1 – 0 | AS Saint-Étienne | Hampden Park, Glasgow                           |                                                 |
| 20 h 15 BST | Roth 57e      |       |                  | Spectateurs : 54 864 Arbitrage : Károly Palotai | Spectateurs : 54 864 Arbitrage : Károly Palotai |
| 20 h 15 BST | Rapport       |       |                  | Spectateurs : 54 864 Arbitrage : Károly Palotai | Spectateurs : 54 864 Arbitrage : Károly Palotai |